# Balj ibn Bishr al-Qushayri
Balj ibn Bishr al-Qushayrī (in arabo بلج بن بشر القشيري‎?; ... – Cordova, 742) fu wālī d'Ifriqiya dal 741 e poi d'al-Andalus dal 742 fino alla morte.

## Origine
Balj era figlio di Bichr l'Ambarien, come riportano sia la Histoire de la conquête de l'Espagne par les Musulmans, che la Ibn Abd-el-Hakem's History of the Conquest of Spain (Beshr), mentre la Ajbar Machmuâ: crónica anónima lo cita come Balch figlio di Bixr; infine la Histoire de l'Afrique et de l'Espagne, lo cita come Baldj figlio di Bichr K'ochayri.. Il Diccionario biográfico español, Real Academia de la Historia, lo cita come figlio di Bišr b. ‛Iyāḍ al-Qušayrī al-Qaysī, riporta che discendeva da una famiglia importante ed era un militare esperto. 

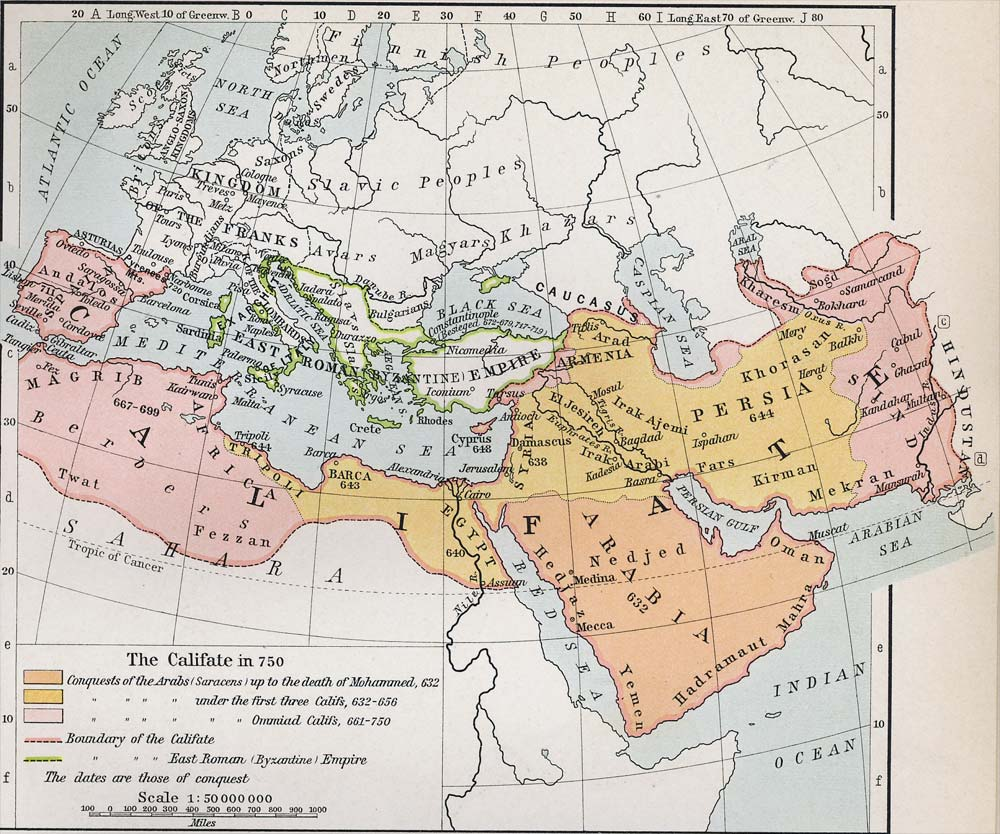
In rosa, l'Ifriqiya e al-Andalus, durante mandato di Balj ibn Bishr al-Qushayri

## Biografia
Balj arrivò in Nordafrica, come luogotenente di suo zio, Kulthūm b. ʿIyāḍ al-Qushayrī, che era come governatore dell'Ifrīqiya e comandante delle truppe siriane, in quanto generale dell'esercito siriano, per combattere e soffocare la ribellione dei Berberi del Maghreb. La sconfitta araba comportò che l'avanguardia che Balj comandava si trovasse tagliata fuori dal resto dell'esercito e, nell'impossibilità di tornare incolume a Qayrawān, Balj pensò di trovare rifugio in Al-Andalus, ritenendo sensatamente di poter trovare ospitalità presso il governatore omayyade Abd al-Malik ibn Qahtan al-Fihri, che inizialmente non gliela concesse.
Nel 741, alla morte dello zio, durante i combattimenti, Balj gli subentrò come governatore dell'Ifrīqiya e comandante delle truppe siriane. Anche lo storico Rafael Altamira riporta che le truppe siriane che si erano rifugiate a Ceuta erano ridotte alla fame.
Ma ʿAbd al-Malik ibn Qaḥṭān al-Fihrī, in difficoltà nei confronti dei suoi rivoltosi Berberi andalusi, accettò di buon grado nel 742 di accoglierli nella penisola iberica, ricevendone in cambio il loro aiuto contro i Berberi, promettendo a tutti gli uomini di Balj e al loro comandante ricchi appezzamenti di terra e prebende affinché trasformassero la loro momentaneo soggiorno in uno stabile insediamento in al-Andalus, chiedendo in cambio il loro pronto intervento in armi qualora fossero stati convocati all'occorrenza dal governatore. Ma dopo aver domato la ribellione, Balj marciò su Cordova, destituì e imprigionò ʿAbd al-Malik; allora le truppe siriane acclamarono Balj wālī di al-Andalus; anche la Ajbar Machmuâ: crónica anónima, riporta che Abd al-Malik fu deposto da Balj.
Come governatore si dimostrò crudele, facendo crocifiggere ʿAbd al-Malik e perseguitando gli arabi che si erano installati in al-Andalus nei primi tempi della conquista, specialmente al seguito di Mūsā ibn Nuṣayr. La Ibn Abd-el-Hakem's History of the Conquest of Spain riporta che ʿAbd al-Malik fu imprigionato a Cordova e i suoi figli si ribellarono e avanzarono su Cordova per liberarlo; allora ʿAbd al-Malik fu giustiziato (decapitato); mentre la Histoire de l'Afrique et de l'Espagne, riporta che dopo essere stato giustiziato, a causa della morte di alcuni ostaggi siriani (uomini di Balj in ostaggio di Abd al-Malik) nella città di Algeciras, Abd al-Malik fu crocifisso tra due croci un maiale alla sua destra ed un cane alla sua sinistra, sulla porta di Cordova.
I figli di ʿAbd al-Malik che tentavano di opporsi al wālī Balj furono sconfitti dall'esercito siriano, ad Aqua Portora, al nord di Cordova, nell'agosto del 742.
Balj, nello stesso 742 morì, per le ferite riportate in quella battaglia, come descritto nella Histoire de l'Afrique et de l'Espagne; secondo la Ajbar Machmuâ: crónica anónima morì pochi giorni dopo la battaglia.
La Ibn Abd-el-Hakem's History of the Conquest of Spain riporta che, secondo alcuni cronisti, Balj morì di morte naturale.
A Balj succedette come wālī di al-Andalus un altro generale siriano Thaʿlaba ibn Salāma al-ʿĀmilī.

### Fonti primarie
- (FR)  Histoire de la conquête de l'Espagne par les Musulmans
- (FR)  #ES Histoire de l'Afrique et de l'Espagne
- (ES)  Ajbar Machmuâ: crónica anónima
- (EN)  #ES Ibn Abd-el-Hakem's History of the Conquest of Spain

### Letteratura storiografica
- Rafael Altamira, Il califfato occidentale, in «Storia del mondo medievale», vol. II, 1999, pp. 477–515
- Évariste Lévi-Provençal, Histoire de l'Espagne musulmane, Parigi-Leida, G.-P. Maisonneuve–E.J. Brill, 1950, 3 voll.
- Reinhart Dozy, Histoire des musulmans d'Espagne, Leyda, E.J. Brill, 1932, 3 voll.